# Localmente (topologia)
A expressão localmente, em topologia, é usada para se referir a uma propriedade que vale para todo ponto, em uma região suficientemente próxima.
Mais precisamente, seja X um espaço topológico, então este espaço tem determinada propriedade localmente quando, para todo ponto {\displaystyle p\in X\,} e toda vizinhança aberta U de p, {\displaystyle p\in U\subseteq X\,}, existe uma vizinhança V  de p,{\displaystyle p\in V\subseteq U\,}, em que esta propriedade vale.

## Exemplos
- Um espaço é localmente conexo por arcos em um ponto x quando toda vizinhança U de x contém uma vizinhança V tal que, para todo par de pontos em V, existe um arco contido em V [Nota 2] ligando estes dois pontos. Um espaço é localmente conexo por arcos se ele é localmente conexo por arcos em todos seus pontos.[2]

- Um espaço T1 é localmente compacto quando todo ponto p tem uma vizinhança V cujo fecho é compacto.[3]

- Um sistema de coordenadas [Nota 3] é cartesiano quando ds2 [Nota 4] é representado por uma forma com coeficientes constantes. Nem sempre é possível encontrar estas coordenadas, porém, para todo ponto p é possível encontrar um sistema de coordenadas que se comporta desta forma em uma vizinhança de p. Este sistema é chamado de localmente cartesiano ou localmente geodésico.[4]